# کشمور
کشمور (به انگلیسی: Kashmore) یک شهرک در پاکستان است که در ناحیه کشمور واقع شده‌است. کشمور ۶۶ متر بالاتر از سطح دریا واقع شده‌است.